# كوبيون

علم كوبا

كوبيون وهم مواطني جمهورية كوبا والذين يحملون الجنسية الكوبية، والشعب الكوبي هو شعب مُتعدد الأعراق يوجد منهم من أصول أوروبية وأفريقية مع السكان الأصليون للجزيرة، يتكلم الكوبيون اللغة الإسبانية حيث أنها اللغة الرسمية للبلاد وللجزر الكوبية لأن إسبانيا كانت هي البلد المستعمر لكوبا حتى سنة 1897 بعد أن تحررت من الإستعمار الإسباني، يبلغ عدد الكوبيين 11,167,325 حسب إحصاء سنة 2010 في كوبا ويتواجد أكثر من مليون كوبي في الولايات المتحدة وهؤلاء ينتشرون في ولاية فلوريدا وفي مدينة ميامي، حيث أن أغلب هؤلاء الكوبيين كانوا مُعارِضين لِلنظام الشيوعي الذي يحكم البلاد منذ الثورة الكوبية في سنة 1959 بقيادة فيدل كاسترو ويعتنق أغلب الكوبيين المسيحية الكاثوليكية.

## تأثير جزر الكناري
العديد من أسماء المنتجات الغذائية تأتي أيضا من جزر الكناري. وتستند صلصة الموجو الكوبية على صلصة الموجو من جزر الكناري حيث تم اختراع موجو. بالإضافة إلى ذلك، فإن طبق روبا فييخا الكناري هو والد روبا فييخا الكوبي بفضل الهجرة الكنارية.